# トヨモータース
株式会社トヨモータースは、愛知県刈谷市に本社を置いていたオートバイメーカー。1949年（昭和24年）から1958年（昭和33年）まで存在した。トヨモーター(Toyomotor)というブランドのオートバイ、およびエンジンを製造・販売していた。

## 歴史

### 創業
戦前はオートバイレースのライダーとして活躍し、戦後はトヨタ自動車研究所に勤めていた川真田和汪（かわまだかずお）が、1949年に愛知県碧海郡刈谷町（現在の刈谷市）に設立した。社名の「トヨ」はトヨタにあやかって付けられたものだが資本関係はない。ただし販売は日新通商（後の豊田通商）との提携によってトヨタ自販の販売網を通じて全国販売されており、事実上はトヨタグループの一員であった。
創業当初は自転車に取り付けるためのエンジン（バイクモーター）を単体で販売していたが、やがて型式認定を受けた完成品のオートバイを製造販売した。ただし、エンジン以外の部品は部品メーカーから購入して自社で組み立てるアッセンブリメーカーだった。

### 全盛期
戦後の復興期においてトヨモータースのオートバイやバイクモーターは手軽な庶民の足として飛ぶように売れ、1953年には名古屋市熱田区に名古屋工場を、碧海郡知立町（現在の知立市）に鋳物工場をそれぞれ新設し、エンジンと完成車を合わせて月産6000台の規模を誇った。トヨモーターは他社製品に比べて特にこれといった特徴はなかったが、その分堅実な造りであったために耐久性に優れ、実用車として高い評価を得ていたのである。販売を担当していたトヨタ系ディーラーにとってもトヨモーターの好調な売り上げは歓迎され、中でも地元の愛知トヨタでは社内にトヨモーター部を設置するほど注文が殺到した。

### 低迷
ところが、やがてダイハツのミゼットに代表されるような軽3輪や軽4輪が普及しはじめて運送手段としての需要がそちらに移るに従い、オートバイには実用性よりもデザインや趣味性が求められるようになってきた。このような状況の移り変わりに実用一辺倒のトヨモーターは追従することができず、次第にホンダ、ヤマハ、スズキといった後発メーカーのスタイリッシュで高性能な製品にシェアを奪われていった。また、社長の川真田は周りの進言にもかかわらず部品を他社から購入するアッセンブリ方式に拘り、さらにその部品メーカーも「思い通りに動く」という理由で二流、三流メーカーを使い続けたために製品の品質低下を招き、1957年には生産台数は最盛期の7割までに落ち込んだ。
一方、トヨタ系ディーラーの中でもトヨモーターの売り上げ全国一位だった愛知トヨタでは、1953年からスズキのバイクモーター、ダイヤモンドフリーをトヨモーターと併売するようになっていた。スズキはオートバイメーカーとしては新興であったがトヨモータースとは対照的に自社生産方式を採っていたために徹底的な品質管理による高品質な製品を生み出しており、徐々に同ディーラー内でのトヨモーターの市場を奪っていった。なお、スズキ販売部門は後に「愛知スズキ販売」として独立し、現在も愛知トヨタの系列会社として健在である。
こうして業績が落ち込んだトヨモータースでは社長の川真田への内外からの風当たりが強くなり、川真田は1957年に社長の座を追われた。トヨモータースは人事一新で出直しを図るが、すでに製品には競争力はなくなっており、また頼みのトヨタ系ディーラーでは自動車販売が軌道に乗っていたことで以前のようにオートバイ販売に頼る必要がなくなっていた。こうしてトヨモータースはかつての勢いを取り戻すことはなく、1958年、ついに社内整理に入り倒産した。
トヨモータースを追われた川真田は名古屋市内で新会社を設立し、トヨモーター時代の実用主義をさらに進めた99ccのバイク用エンジンを発表したが、資金難のために2年ともたずに撤退した。

### その後

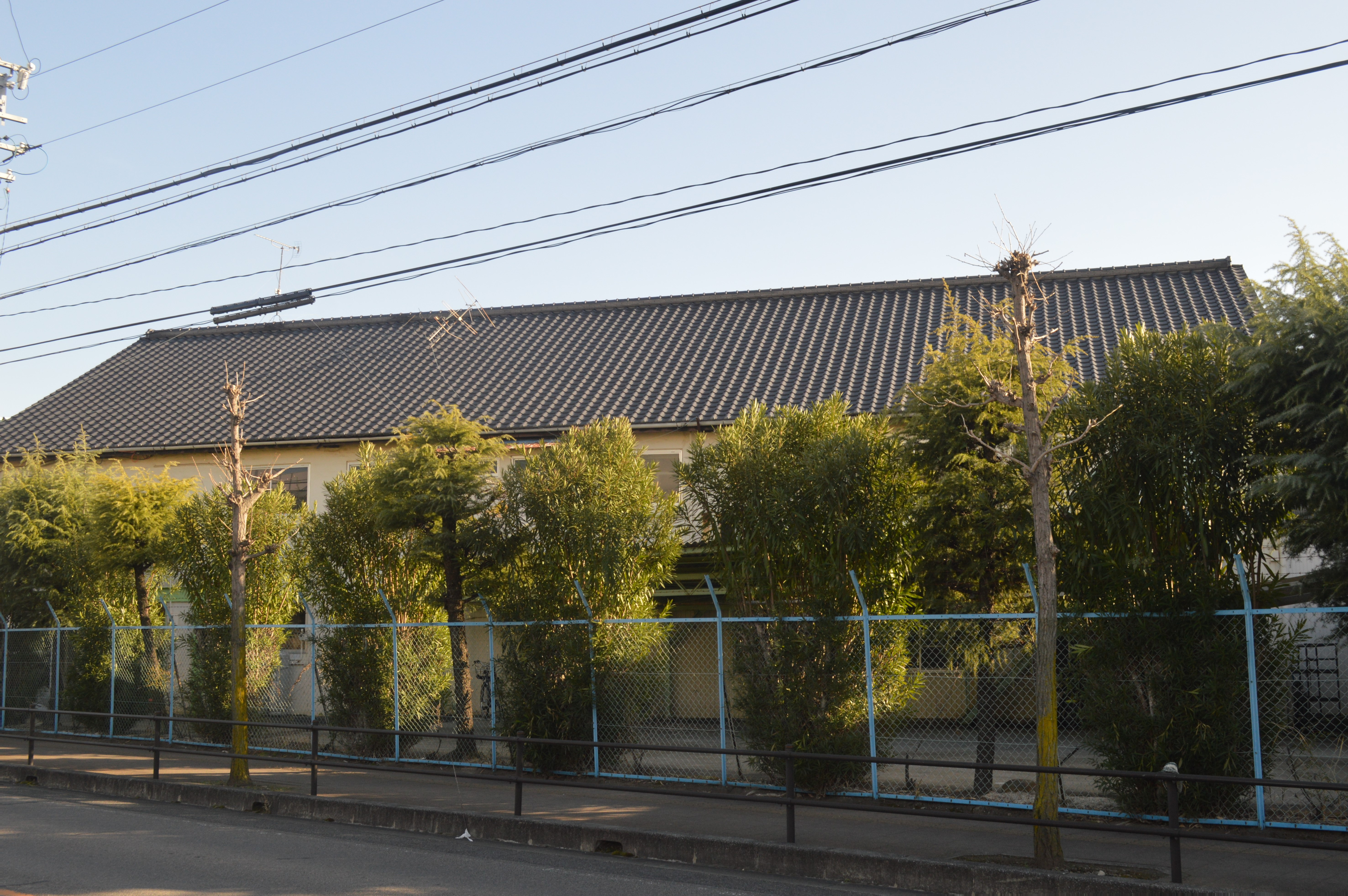
トヨモータース本社社屋を転用した奥野工業の工場

刈谷市神田町にあるトヨモータースの敷地は奥野工業株式会社が使用していた。奥野工業の移転に伴い、2023年（令和5年）には旧トヨモータース本社社屋（1953年完成）が解体された。
2018年（平成30年）7月21日から9月2日には、刈谷市美術館で「トヨモーター展 メイド・イン・刈谷のオートバイ物語」が開催された。

## 主な製品
- トヨモーター - 1949年発売の第一号バイクモーター。空冷2サイクル単気筒64cc。
- トヨモーター R - 1950年。空冷2サイクル単気筒88cc。
- トヨモーター HS - 1951年、完成車の1号モデル。空冷2サイクル単気筒98cc。
- トヨモーター CHT - HSの普及版。フロントフォークなどに改良が加えられた。
- トヨモーター FM6 - 1954年発売。前進3段のトランスミッション搭載。59cc。
- トヨモーター T8 - 1954年発売。2サイクル水平単気筒88cc。60ccのT6もあった。
- トヨモーター FE - 125cc。刈谷市から広島までの走破キャンペーンで耐久性を証明した。
- トヨモーター TB - 1955年発売。後輪をリジッドからサスペンション付にした。88cc。
- トヨモーター FF - 1956年。非常にオーソドックスで堅実なモデル。181cc。
- トヨモーター FHA - トライアンフ型ヘッドライトを採用した。123cc。
- トヨモーター FM8 - 1964年発売。88cc。
- トヨモーター エンジンE6 - 自転車取付用エンジン（エンジン本体、取り付け金具、をセットで販売）、排気量60cc。
- トヨモーター エンジンE8 - 自転車取付用エンジン（エンジン本体、取り付け金具、をセットで販売）、排気量88cc。